# Manuel Contepomi
Manuel Contepomi es un exjugador argentino de rugby surgido en Club Newman que se desempeñaba como centro. Fue comentarista en ESPN y actualmente trabaja en la parte comercial de la empresa.
Es hermano mellizo del también exjugador Felipe Contepomi, hermano del periodista musical y conductor de radio y televisión Carlos "Bebe" Contepomi, y hermano de un sacerdote de la Diócesis de San Isidro, Juan Pablo Contepomi, creador de la Fundación Camino a Jericó.

## Participaciones en Copas del Mundo
Manuel jugó su primer mundial en Gales 1999, donde Argentina inauguró el mundial ante Gales, siendo derrotado 23-18. Argentina saldría calificado mejor tercero en la fase de grupos, superando por primera vez dicha etapa y debería jugar un play-off contra Irlanda para clasificar a cuartos de final; los Pumas triunfarían 24-28 y luego serían eliminados del mundial por Les Blues. Cuatro años más tarde, llegó Australia 2003 donde los Pumas no pudieron vencer al XV del trébol en un duelo clave para clasificar a octavos de final. Su último mundial fue el histórico Francia 2007, en el cual Argentina venció a Francia en la inauguración del torneo, Georgia, Namibia e Irlanda para ganar su grupo. En Cuartos de final vencerían a Escocia para hacer historia y llegar por primera vez a Semifinales donde enfrentaron a los eventuales campeones mundiales, los Springboks, siendo la única derrota en el torneo. Por el tercer puesto Argentina enfrentó a Les Blues donde una vez más Los Pumas triunfaron 34-10.
| Mundial                       | Sede      | Resultado        | PJ | Tries |
| ----------------------------- | --------- | ---------------- | -- | ----- |
| Copa Mundial de Rugby de 1999 | Gales     | Cuartos de final | 3  | 0     |
| Copa Mundial de Rugby de 2003 | Australia | Primera fase     | 4  | 1     |
| Copa Mundial de Rugby de 2007 | Francia   | Tercer puesto    | 6  | 2     |

## Palmarés
- Campeón del Torneo Sudamericano de 2003 y 2004.